# Filipijnse verkiezingen 1967
Op 14 november 1967 werden de Filipijnse verkiezingen 1967 georganiseerd. De Filipijnse stemgerechtigden kozen op deze dag zowel op landelijk als op lokaal niveau nieuwe bestuurders. Op landelijk niveau werden acht nieuwe leden van de Filipijnse Senaat gekozen. De nieuw gekozen senatoren vormden samen met de acht in de verkiezingen van 1963 gekozen senatoren en de acht senatoren en de meer dan honderd afgevaardigden gekozen in verkiezingen van 1965 het 7e Filipijns Congres. Naast deze landelijke verkiezingen werden ook op lokaal niveau verkiezingen gehouden voor gouverneur, vicegouverneur en provinciebestuur in de provincies en burgemeester, viceburgemeester en stadsbestuur of gemeenteraden in de steden en gemeenten. Verantwoordelijk voor de uitvoering van deze verkiezingen was het onafhankelijke orgaan COMELEC.
Zowel de senaatsverkiezingen als de verkiezingen op lokaal niveau werden door de Nacionalista Party van zittend president Ferdinand Marcos gedomineerd. In de Senaat won de partij zeven van de acht zetels. Op lokaal niveau ging ook ruim twee derde van de verkiesbare posities naar de Nacionalista's

## Senaatsverkiezingen
De senaatsverkiezingen werden gewonnen door de partij van zittend president Ferdinand Marcos. Slechts Benigno Aquino jr. wist namens de Liberal Party een senaatszetel te bemachtigen. De eerste acht kandidaten wonnen een senaatszetel.
| Nr. | Kandidaat            | Politieke partij                   | Aantal stemmen |
| --- | -------------------- | ---------------------------------- | -------------- |
| 1.  | Jose J. Roy          | Nacionalista Party                 | 4.116.549      |
| 2.  | Benigno Aquino jr.   | Liberal Party                      | 3.940.529      |
| 3.  | Magnolia W. Antonino | Nacionalista Party (gastkandidaat) | 3.466.676      |
| 4.  | Salvador Laurel      | Nacionalista Party                 | 3.459.870      |
| 5.  | Leonardo Perez       | Nacionalista Party                 | 3.440.011      |
| 6.  | Emmanuel Pelaez      | Nacionalista Party                 | 3.437.135      |
| 7.  | Lorenzo Teves        | Nacionalista Party                 | 3.393.952      |
| 8.  | Helena Z. Benitez    | Nacionalista Party                 | 3.305.585      |
| 9.  | Emilio Espinosa jr.  | Nacionalista Party                 | 3.148.904      |
| 10. | Fernando Veloso      | Nacionalista Party                 | 2.935.418      |
| 11. | Dominador Aytona     | Nacionalista Party                 | 3.119.995      |
| 12. | Maria Kalaw-Katigbak | Liberal Party                      | 2.434.856      |
| 13. | Salipada Pendatun    | Liberal Party                      | 2.885.336      |
| 14. | Blas Ople            | Nacionalista Party                 | 2.654.067      |
| 15. | Leonila Garcia       | Nacionalista Party                 | 2.473.684      |
| 16. | Roseller Lim         | Liberal Party                      | 1.790.741      |
| 17. | Jose Briones         | Liberal Party                      | 1.678.178      |
| 18. | Asaad Usman          | Liberal Party (gastkandidaat)      | 33.642         |
| 19. | Antonio Mendoza      | Liberal Party                      | 11.679         |
| 20. | Victorina Cruz       | Partido ng Bansa                   | 7.584          |
| 21. | Marcelina Angeles    | Partido ng Bansa                   | 3.104          |
| 22. | Paquito Alipio       | Partido ng Bansa                   | 2.776          |
| 23. | Segundo Baldon       | Partido ng Bansa                   | 2.516          |
| 24. | Victoriano Villaflor | Partido ng Bansa                   | 2.306          |
| 25. | Amado Ordinario      | Partido ng Bansa                   | 2.011          |
| 26. | Jose Villavisa       | Partido ng Bansa                   | 1.722          |
| 27. | Sergio Olidan        | Partido ng Bansa                   | 1.538          |
| 28. | Francisco Quines     | Republican Party                   | 269            |
| 29. | Cayetano Bartolini   | onafhankelijk                      | 160            |